# Edwin Carr
Edwin James Nairn Carr (Auckland, 10 de agosto de 1926 – Isla Waiheke, 27 de marzo de 2003) fue un compositor y director de orquesta neozelandés.

## Vida
Carr nació en 1926 en la ciudad neozelandesa de Auckland. Asistió a la escuela secundaria «Otago Boys High School» de Dunedin entre 1940 y 1943. Estudió música en la Universidad de Otago entre 1944 y 1945; luego en la Universidad de Auckland en 1946. Ese mismo año asistió al primer «Cambridge (NZ) Summer Music School», con Douglas Lilburn como tutor de composición. En 1948 obtuvo una beca («New Zealand Government Bursary») para seguir sus estudios en Londres, en la Guildhall School of Music, con Benjamin Frankel hasta 1953. En esos años viajó mucho por las islas y comenzó a componer. Su obra Mardi Gras Overture (1950) ganó el primer premio en el Festival de Auckland adjudicado por Eugene Goossens, y sus Three Dances and Epilogue, para dos pianos, ganaron una «Overseas League Medal».
En 1954 consiguió una nueva beca, esta vez una beca del British Council, para perfeccionar estudios durante dos años en el Conservatorio de Santa Cecilia de Roma, bajo la dirección de Goffredo Petrassi. En 1954, en Italia, continua formándose otros dos años, con una nueva beca, en la Academia Chigiana de Siena. De esta época son sus obras Cuarteto de cuerdas y Sonata para piano.

## Carrera
En 1955 fue nombrado director artístico del «Nuovo Balletto d'Italia» de Kiki Urbani, la primera compañía de ballet independiente que se formaba en Italia. Realizó con ella una gran gira por Italia y compuso tres ballets para dos pianos para la misma: Cacciati dal paradise, Disegno nello spazio y Electra. Tras un breve retorno a Londres a finales de año, en 1957 se fue a Múnich, de nuevo con una beca del British Council, a estudiar por un corto periodo bajo la batuta de Carl Orff en la Hochschule für Musik.
Carr regresó a Nueva Zelanda en 1958, donde permaneció dos años enseñando composición. Recibió varios encargos de la «NZ Broadcasting Orchestra», «NZ Chamber Music Federation» y de la «Auckland Association of Organists». En esta estancia presentó en 1958 tres obras al Festival de Auckland y fue conferenciante en la Universidad de Wellington en 1959. Viajó a Sídney a principios de 1960 para trabajar para la ABC.
Volvió a Inglaterra a principios de 1960 para enseñar en la «Suffolk Rural Music School» y en la «Civic College», de Ipswich. En Ipswich compartió una interesante experiencia cultural y musical con el violinista y compositor Geoffrey Grey. En 1961 regresó a la Guildhall School of Music londinense para estudiar dirección orquestal, de nuevo con Frankel (1961-62). En la década de los 1960 pasó su tiempo entre Nueva Zelanda e Inglaterra, la mayor parte Inglaterra, enseñando y componiendo y consiguió que muchas de sus obras fueron estrenadas. En 1970, Carr recibió un encargo del «British Arts Council» para componer una ópera. Eligió como tema El idiota de Dostoyevski, y regresó a Nueva Zelanda para trabajar con el libretista Edward Hill, en Wellington. La ópera fue terminada en Inglaterra el año siguiente, se desarrolla en tres actos y tiene por título Nastasya.
Volvió a Nueva Zelanda en 1973, ya que obtuvo la beca Mozart («Mozart Fellowship») con el fin de enseñar y componer en el departamento de música de la Universidad de Otago (Dunedin) en los dos años siguientes. Durante ese periodo, dirigió la Orquesta Sinfónica de Nueva Zelanda. 
En 1975 viajó a Sídney, Australia, donde obtuvo el puesto de conferenciante («maître de conférences») en el «NSW State Conservatorium of Music», puesto que conservará hasta 1984. Enseñó de forma privada composición y piano y continuo componiendo, recibiendo encargos de la embajada de Nueva Zelanda en Bonn, de «Música Viva», de la «Radio NZ», del «Australia Council» y de Sally Mays. Alberts también le encargó escribir un libro de armonía para estudiantes en 1976. Comenzó a dirigir y realizó la grabación de sus propias obras al frente de cinco de las mejores orquestas australianas.
En 1984 regresó finalmente a Nueva Zelanda, para seguir componiendo, dirigiendo y enseñando de forma libre hasta 1987. Vivió cerca del lago Taupo y en 1991 se trasladó a la pequeña Isla Waiheke, en el golfo Hauraki, a unos 15 km de Auckland, en la que sería su última residencia. De 1991 a 1996, compuso numerosas obras para la oboísta inglesa Jennifer Paull, afincada en Suiza y gran especialista en el oboe d'amore. De naturaleza francófila, entabló amistad en 1998 con el también oboísta francés Dominique Enon para quien compuso numerosas obras. Le dedicará una de sus últimas obras a finales de 2002, el Concierto para oboe y orquesta, un poco antes de fallecer en su domicilio el 27 de marzo de 2003, a los 76 años.
Edwin Carr publicó al final de su vida su propia autobiografía: «A life set to music» (Blanchard Press, NZ, 2001).

## Premios y reconocimientos
- En 1999 fue nombrado Miembro de la Orden del Mérito de Nueva Zelanda.

## Catálogo de obras
| Año     | Obra | Tipo de obra                 |
| ------- | --- | ---------------------------- |
| 1950    | Mardi gras Overture. | Música orquestal             |
| 1950    | A Blake Cantata | Música vocal (cantata)       |
| 1952-53 | Suite n.º 1, para 2 pianos (la utilizará en el ballet Cacciati dal Paradiso).                                                     | Música solista (pianos)      |
| 1954    | Cuarteto de cuerdas n.º 1. | Música de cámara             |
| 1954    | Sonata para piano n.º 1. | Música solista (piano)       |
| 1955    | Electra , ballet para dos pianos.                                                                                                 | Música escénica (ballet)     |
| 1955    | Disegno nello spazio, ballet para dos pianos.                                                                                     | Música escénica (ballet)     |
| 1958    | Sonata para órgano. | Música solista (órgano)      |
| 1958    | Nightmusic, scherzo [Musique de nuit - Scherzo]                                                                                   | Música orquestal             |
| 1960-61 | Concierto para piano y orquesta n.º 1.                                                                                            | Música orquestal (concierto) |
| 1963    | The Snow Maiden, ballet. | Música escénica (ballet)     |
| 1963    | Two Dances, para viola y piano | Música instrumental (dúo)    |
| 1963    | Four pieces, para oboe d’amore y piano                                                                                            | Música instrumental (dúo)    |
| 1966    | An Edith Sitwell Song Cycle, para Mezzosoprano, oboe y piano.                                                                     | Música vocal (instrumental)  |
| 1966    | Quinteto con piano. | Música de cámara             |
| 1966    | Five Pieces for piano (orquestadas en 1967).                                                                                      | Música orquesta              |
| 1967    | Five Pieces for orchestra (transcripción de las Five Pieces para piano).                                                          | Música orquesta              |
| 1967    | Three Shakespeare Songs. | Música vocal                 |
| 1967    | Four pieces, para oboe d’amore, arpa y cuerdas (orquestación Four pieces para oboe d’amore)                                       | Música instrumental (dúo)    |
| 1968    | Three Pieces, para chelo y piano                                                                                                  | Música instrumental (dúo)    |
| 1969    | Three Songs from Childhood, para mezzo y violín.                                                                                  | Música vocal (instrumental)  |
| 1969    | Sonata para violín solo. | Música solista (violín )     |
| 1969-72 | Nastasya, ópera en 3 actos basada en el tema de El Idiota de Dostoievski.                                                         | Música escénica (ópera)      |
| 1958    | Suite n.º 2. Four dances de Electra, para 2 pianos y percusión.                                                                   | Música instrumental          |
| 1970    | Aubade, para clarinete y piano.                                                                                                   | Música instrumental (dúo)    |
| 1971    | Suite n.º 3, para 2 pianos. | Música solista (pianos)      |
| 1971    | Six études para orquesta de cuerdas.                                                                                              | Música orquestal             |
| 1971    | Auckland ‘71 - Oda para recitador masculino, coro y orquesta.                                                                     | Música coral (orquesta)      |
| 1973    | Out of Dark (H. Shaw). Six Songs para mezzosoprano y piano.                                                                       | Música vocal (piano)         |
| 1973    | Four Short Concert Studies, para piano.                                                                                           | Música solista (piano)       |
| 1974    | Three Love Songs (R.A.D. Fairburn), para voz y piano.                                                                             | Música vocal (piano)         |
| 1974    | Seven Mediaeval Lyrics, para coro (SATB) y orquesta (o piano dueto).                                                              | Música coral (orquesta)      |
| 1974    | The Twelve Signs, para vientos, brass piano, arpa y percusión.                                                                    | Música orquestal             |
| 1975    | Sonata para piano n.º 2, en un movimiento.                                                                                        | Música solista (piano)       |
| 1975    | Five Bagatelles, para piano. | Música solista (piano)       |
| 1977    | Sonatina para piano. | Música solista (piano)       |
| 1977    | Five Songs to Poems by Wolkskehl (en alemán), para barítono y piano (u orquesta).                                                 | Música vocal (orquesta)      |
| 1977    | Sonata para violín y piano. | Música instrumental (dúo)    |
| 1978    | Sinfonietta (Usada para «Primavera» ballet).                                                                                      | Música orquestal (sinfonía)  |
| 1978    | Concierto, para trompeta y percusión                                                                                              | Música instrumental          |
| 1978    | Cuarteto de cuerdas n.º 2. | Música de cámara             |
| 1979    | Seven Elizabethan Lyrics, para coro (SATB) y orquesta (o dueto de pianos).                                                        | Música coral (orquesta)      |
| 1979    | Te Tau (The Seasons) [«Winter» y «Spring», para solo piano; «Summer» y «Autumn» para piano dueto].                                | Música solista (piano)       |
| 1979    | An Easter Cantata, para soprano, chorus and organ or string orch.                                                                 | Música vocal (cantata)       |
| 1981    | Sinfonía n.º 1 (in memoriam de Stravinsky).                                                                                       | Música orquestal (sinfonía)  |
| 1983-84 | Sinfonía n.º 2, The Exile. (en commemoración del nacimiento de Karl Wolfskehl, poeta judeo-alemán que se escapó a Nueva Zelanda). | Música orquestal (sinfonía)  |
| 1983-84 | Trio, para violín, horn y piano                                                                                                   | Música instrumental (trío)   |
| 1985    | Pacific Festival Overture. | Música orquestal             |
| 1985    | Promenade, ballet suite para orquesta (o piano dueto).                                                                            | Música escénica (ballet)     |
| 1986    | The Mayor’s New Coat, ballet para orquesta.                                                                                       | Música escénica (ballet)     |
| 1985    | Sonata para piano n.º 3. | Música solista (piano)       |
| 1985    | Música para la película Nicholas Nickleby (animación)                                                                             | Música de película           |
| 1985-86 | Concierto para piano y orquesta n.º 2.                                                                                            | Música orquestal (concierto) |
| 1986-87 | Song of Solomon, cantata sinfónica.                                                                                               | Música vocal (cantata)       |
| 1987-88 | Sinfonía n.º 3. | Música orquestal (sinfonía)  |
| 1988    | Poems, ballet para piano y orquesta (basado en «Katherine Mansfield poems»).                                                      | Música escénica (ballet)     |
| 1989    | The four elements, para cuatro mandolinas.                                                                                        | Música de cámara             |
| 1989    | The four elements, para orquesta.                                                                                                 | Música orquestal             |
| 1989    | Suite n.º 4, para 2 pianos (transcripción de The four elements).                                                                  | Música solista (pianos)      |
| 1989    | Octeto de vientos. | Música de cámara             |
| 1989    | Cuarteto con clarinete, para oboe, clarinete, bassoon y piano.                                                                    | Música de cámara             |
| 1990    | Gaudeamus Overture. | Música orquestal             |
| 1990    | The Eye of the World (Taupo: Te Ao Marama)                                                                                        | Música vocal (cantata)       |
| 1991    | Foxtrot (from Coup De Folie), para piano dueto o piano solo                                                                       | Música solista (piano)       |
| 1991    | Sinfonía n.º 4. | Música orquestal (sinfonía)  |
| 1991    | Four pieces, para oboe d’amore y piano                                                                                            | Música instrumental (dúo)    |
| 1991    | Two Mansfield poems, para oboe d’Amore                                                                                            | Música solista (oboe)        |
| 1991    | Six choral Pieces, from text by Katherine Mansfield                                                                               | Música coral                 |
| 1991-92 | Lord Arthur Saville’s Crime, ópera en un acto y ocho escenas basada en una corta historia de Oscar Wilde.                         | Música escénica (ópera)      |
| 1992    | Eleven Pleasant Pieces, para piano.                                                                                               | Música solista (piano)       |
| 1992    | Six Piano Variations on a Theme of Beethoven, para piano.                                                                         | Música solista (piano)       |
| 1994    | Sonata para dos pianos. | Música solista (piano)       |
| 1994    | Arikinui - cantata para soprano y orquesta.                                                                                       | Música vocal (cantata)       |
| 1995    | Concierto para violín y orquesta.                                                                                                 | Música orquestal (concierto) |
| 1996    | The Maze of the Muses - Chamber Opera en un acto para tres voces y tres instrumentos. [«Le Dédale des muses»]                     | Música escénica (ópera)      |
| 1996    | The End of the Golden Weather - seascape.                                                                                         | Música orquestal             |
| 1996    | Ten Concert studies, para piano. Book I.                                                                                          | Música solista (piano)       |
| 1996    | Doves of Peace, para piano. | Música solista (piano)       |
| 1996    | Waiheke, para cuarteto de oboes (oboe musette, oboe, cor anglais y oboe bajo).                                                    | Música de cámara             |
| 1997    | Outcast from Paradise |                              |
| 1998    | In the Rangitaki Valley, para dos pianos (ocho manos)                                                                             | Música solista (pianos)      |
| 1998    | Coup De Folie, para dos pianos (ocho manos)                                                                                       | Música solista (pianos)      |
| 1998    | Eve des Eaux - Eight French songs, para tenor solista                                                                             | Música vocal                 |
| 1998    | Révélation, para piano. | Música solista (piano)       |
| 1999    | Akaraua - Cuatro esbozos sinfónicos para orquesta.                                                                                | Música orquestal             |
| 1999    | Three pieces, para fagot. | Música solista               |
| 1999    | El Tango, para orquesta. | Música orquestal             |
| 1999    | Ten Concert studies, para piano. Book 2.                                                                                          | Música solista (piano)       |
| 1999    | Trio, para violín, chelo y piano.                                                                                                 | Música instrumental (trío)   |
| 1999    | Wind trio, para flauta, oboe y fagot.                                                                                             | Música instrumental (trío)   |
| 1999    | Mardi Gras 2000 (nueva versión), para orquesta                                                                                    | Música orquestal             |
| 2000    | Three pièces, para oboe y órgano.                                                                                                 | Música instrumental (dúo)    |
| 2000    | Elegie, para oboe y piano. | Música instrumental (dúo)    |
| 2000    | Petit Concert, para trio de viento: flauta, oboe y fagot.                                                                         | Música instrumental (trío)   |
| 2000    | Seven Waiheke Lyrics, para SATB y piano dueto                                                                                     | Música vocal (piano)         |
| 2001    | Fanfare for Otago University | Música orquestal             |
| 2001    | Concerto Balabile | Música orquestal (concierto) |
| 2002    | Concierto para oboe y orquesta (dedicado a Dominique Enon).                                                                       | Música orquestal (concierto) |